# نعمة الله خليل إبراهيم يورت
نعمة الله خليل إبراهيم يورت ويعرف أيضا بنعمة الله خوجة. داعية إسلامي عضو الاتحاد، و رئيس المركز الاسلامي في اليابان سابقا. نشر الدعوة الإسلامية في كثير من بلدان العالم، وعلى رأسها اليابان، حيث اعتنق الإسلام على يديه أكثر من 100 ألف شخص.
يتحدث التركية والعربية والفارسية والأردية واليابانية والإنجليزية، لدرجة تمكنه من الدعوة إلى الإسلام والتواصل مع متكلميها بسهولة.
وزع 20 ألف نسخة من القرآن الكريم في الصين عام 1981، وزار أكثر من 50 دولة خلال حياته التي كرسها لنشر الإسلام، كما افتتح مئات المساجد في أنحاء مختلفة من العالم.

## سيرة
ولد عام 1931 في منطقة طاشوفا بولاية أماسيا التركية (شمال)، لأبوين تركيين هما إبراهيم وخاتون يورت. وفي سن مبكرة، بدأ نعمة الله المشاركة مع والده في جلسات العلماء، بينما بدأت أخته فاطمة بتدريس القرآن في دورات جرى تنظيمها لهذا الغرض بولاية أماسيا. عمل مؤذنًا في جامع السلطان أحمد في إسطنبول عام 1955 وشغل منصب نائب عن الإمامين الشهيرين محمد أوكوتجي (كوننلي محمد أفندي) وسيد شفيق أرواسي، قبل أن ينتقل إلى مكة المكرمة بصحبة والده الذي تقاعد وقتئذ من رئاسة الشؤون الدينية في تركيا.
أقام في مكة المكرمة لمدة 33 عامًا، حيث درّس في مسجد حي الأشراف الذي يقع بالقرب من جبل النور، قبل أن يتوجه لاحقًا إلى اليابان بناءً على دعوة جاءت من هناك، وأصبح الإمام الأول للمركز الإسلامي الياباني.
افتتح مئات الجوامع والمساجد في اليابان التي أقام فيها أكثر من 20 عامًا، وأصبح يُعرف هناك باسم “مجاهد اليابان”، لأنه ساعد الآلاف من الناس من مختلف الجماعات الدينية على اعتناق الإسلام.

## وفاته
توفي عن عمر يناهز 85 أو 90 عاماً بسبب قصور في القلب خلال تلقيه العلاج في أحد مستشفيات إسطنبول، يوم السبت 31 يوليو/تموز 2021، ودفن في مقبرة “أيوب سلطان” بمدينة إسطنبول.

## وصلات خارجية
- حوار مع الشيخ نعمة الله داعية تركي باليابان على يوتيوب.
- مسلمو اليابان يستذكرون مآثر الداعية التركي نعمة الله خوجة (تقرير)
- هيئة علماء المسلمين تنعى الشيخ نعمة الله خوجة الداعية الإسلامي التركي المعروف (قناة الرافدين)
- وفاة الداعية نعمة الله التركي الذي اسلام على يديه ألاف من اليابانيين على يوتيوب.